# アイアイ (童謡)
「アイアイ」は1962年発表の相田裕美作詞・宇野誠一郎作曲の童謡。マダガスカルに生息する原猿アイアイについて歌った歌である。
歌詞ではアイアイが、南の島に生息する丸い目と長い尻尾を持った樹上性の猿であることが説明されている。しかし、中指が非常に長いことや、大きな耳や指を庇いながらの特徴的な歩き方などアイアイの独特で特徴的な点についてはあまり言及されていない。

## エピソード
作詞者の相田裕美は、可愛い動物の歌を頼まれた際にアイアイという猿がいることを知り、名前が可愛いため、図鑑で見た特徴をそのまま歌詞とした。彼女はこの動物がマダガスカルでは「悪魔の使い」として気味悪がられていることや、アイアイの名前が現地人がこの動物を見て上げた驚きの声に由来することを知らなかった。そのため、現地においてもその不気味さから不吉な動物として忌み嫌われているアイアイが、遠く離れた日本では明るい曲調の童謡で親しまれることとなった。
2001年に恩賜上野動物園にアイアイが来園した際、記念式典に童謡「アイアイ」の作詞者の相田も参列した。また、このときテレビ番組からの依頼で、相田が「アイアイ」の3番を作詞した（この3番では、来園したアイアイの名前や大きな耳などについて述べられている）。
2018年の保育士試験課題曲に取り上げられている。
グレッグ・アーウィンによる英訳詞「Ai! Ai!」が存在し、アーウィン自身の歌唱でCD化もされている（後述）。

## 絵本
- 『アイアイ』

相田裕美（詞）、村上康成（絵・構成）、ひさかたチャイルド、2019年、ISBN 9784865491739。

## この曲を録音した歌手
- 中川順子、コロムビアゆりかご会（編曲：宇野誠一郎）
- ささきいさお、こおろぎ'73（編曲：越部信義） - 初出は「ワイワイ軍団900 リズムでゴーゴー!」（CW-7116、1977年3月1日発売。アルバム『佐々木功デラックスコレクション -男の詩スペシャル-』収録。
- 林アキラ、森みゆき（編曲：宇野誠一郎）
- 坂田おさむ、神崎ゆう子、天野勝弘、馮智英（編曲：越部信義）
- スプー（声優：川村万梨阿） - 2001年9月29日、ユーロビート調に編曲した「パラパラアイアイ」（編曲：内藤慎也）としてシングルCDで発売。『みんなの広場だ!わんパーク』挿入歌。
- グッチ裕三とグッチーズ（ハッチポッチステーションより）
- 加護亜依（モーニング娘。）ほか -（2002年発売『ザ・童謡ポップス3 夏のうた集』収録）
- UA - アルバム『うたううあ』に収録。
- まゆのり-（2003年発売『ワイワイキッズ 最新ベスト おたのしみ』他収録。編曲:鶴由雄）
- ひなたおさむ、かまだみき、恵畑ゆう - （2004年発売 『BSおかあさんといっしょ 童謡いっぱい!』収録）
- 今井ゆうぞう、はいだしょうこ - （2007年発売のCD、DVD『NHKおかあさんといっしょ ファミリーコンサート マチガイがいっぱい!?』収録）
- グレッグ・アーウィン - 自身による英訳詞で歌唱。曲名は「Ai! Ai!」。1997年4月21日発売のアルバム『ハッピー・チャイルド!〜英語でうたおう　こどものうた　みんなのうた〜』、1999年発売のアルバム『英語でうたう日本の童謡2』（共にビクターエンタテインメントから発売）に収録された。